# 岡本正耿
岡本 正耿（おかもと まさあき、1947年 - ）は、経営コンサルタント。東京都出身。（株）マーケティングプロモーションセンター代表取締役。

## 人物
心理学、精神分析をベースにしたコンサルティング業務が専門分野。マーケティング、経営品質、CS（顧客満足）の分野における第一人者として、講演、公的機関の委員、大学講師など幅広く活躍している。
近年は自治体、学校など、公的部門における利用者満足、経営改善の問題にも取り組んでおり、元三重県知事・北川正恭との共著も出版している。

## 経歴
- 流通経済大学経済学部卒業。
- 大学卒業後、渡米。アメリカで精神分析、臨床心理学などを学ぶ。
- 1970年、マーケティングプロモーションセンターを設立し、コンサルティング業務を開始。現在に至る。

## 著書
【単著】
- 『経営品質入門―効果的なセルフ・アセスメントの実践』（2007年、生産性出版）
- 『顧客価値マーケティング入門―強い企業は絶えず顧客視点で考える』（2003年、生産性出版）
- 『経営品質入門』（2003年、生産性出版）
- 『顧客満足創発のプロセス―ビジネスマンのためのCS入門part2』（2000年、ブレインキャスト）
- 『ビジネスマンのためのCS入門―顧客満足の徹底的研究』（1999年、ブレインキャスト）
- 『従業員中心戦略』（1997年、誠文堂新光社）
- 『セールス・イベント戦略マニュアル 実務家のための「業務用マニュアル」シリーズ』（1992年、日本ビジネスレポート）
- 『戦略的販売会議企画・開催マニュアル 実務家のための「業務用マニュアル」シリーズ』（1992年、日本ビジネスレポート）
- 『マーケティング・プラクティス―ビジネスマンのためのマーケティング実務入門』（1992年、誠文堂新光社）
- 『メインテイン―教養人の季節』（1992年、日本コンサルタントグループ）
- 『消費社会の精神分析』（1990年、中央経済社）
- 『消費社会の精神分析―「東京人」たちの季節』（1987年、中央経済社）
- 『長男・長女の時代―都市型マーケティング発想法』（1984年、誠文堂新光社）

【共著】
- 『経営品質導入で学校が劇的に変わる―革新する学校経営へ』（2007年、学事出版）
- 『行政経営改革入門―経営品質の活用と地域経営』（2006年、生産性出版）
- 『経営品質向上テキスト―職場を変える気づき・思考・対話のスキル』（2004年、生産性出版）
- 『実践！経営品質―イノベーターを志す人々へ』（2004年、日本能率協会マネジメントセンター）
- 『東急ハンズ「手づくり商法の秘密」』（1986年、評言社）
- 『調整マーケティング戦略―脱・メーカー主導型販売』（1983年、ビジネス社）

## 論文
- 『経営革新とセルフ・アセスメント-自治体の経営品質を高めるには』（2007年、「月刊 自治フォーラム」（自治研修協会））
- 『経営システムの革新-失敗・成功から学習する経営をめざして』（2002年、「日経研月報」（日本経済研究所））
- 『顧客価値経営の方法と展開』（2000年、「Engineers」（日本科学技術連盟））
- 『新世紀マーケティングへの提案』（1999年、「フジ・ビジネス・レビュー」（富士短期大学））
- 『情報社会下の中小企業における広告コミュニケーションの重要性』（1986年、「調査月報」（国民金融公庫））

他多数

## 公的な職務（過去のものを含む）
- 『日本経営品質賞 表彰制度委員会』委員長（日本経営品質賞委員会）
- 『町田市経営改革会議』委員（東京都町田市）
- 『清涼飲料自販機の社会的価値向上研究会』座長（社団法人全国清涼飲料工業会）
- 社団法人日本能率協会専任講師
- 早稲田大学大学院公共経営研究科講師
- 神戸芸術工科大学講師
- 千葉商科大学講師

他多数